# Müller a Kapsa
Müller & Kapsa byla stavební společnost, která patřila v první polovině 20. století k největším stavebním společnostem v Čechách.

## Historie
Společnost založili v Plzni roku 1890 stavební inženýři Antonín Müller (1852–1927) a Vojtěch Kapsa (1855–1915). Její oficiální název zněl „Úřed. aut. stav. inženýři Müller & Kapsa, podnikatelé staveb v Plzni“. Společnost se specializovala na železobetonové konstrukce a zpočátku působila hlavně v Plzni a okolí.
V roce 1904 získala možnost podílet se na stavbě Riegrova nábřeží v Praze a její působnost se tak podstatně rozšířila. Byla zde založena sesterská společnost „Úřed. aut. stav. Inženýři Kapsa & Müller, podnikatelé staveb v Praze“.
Roku 1915 Vojtěch Kapsa zemřel a vedení firmy po něm převzal syn Lumír Kapsa. Roku 1921 pak vstoupil do firmy i syn Antonína Müllera, František Müller (investor Müllerovy vily). Pod vedením této nové generace dosáhla společnost svých největších úspěchů.
Ještě v roce 1938 dostala firma zakázku na železniční trať z Havlíčkova Brodu do Brna, v roce 1939 pak začala stavět první úsek dálnice Praha-Brno. Během druhé světové války v roce 1942 ale svoji činnost přerušila a po válce už neobnovila. Roku 1948 byla společnost znárodněna a splynula s podniky Vodní stavby a Pozemní stavby Plzeň.

## Vybrané realizace
- Kalikovský most, Plzeň[3]
- Masarykův most, Plzeň[3]
- železniční zastávka Jižní Předměstí, Plzeň[2]
- Most císaře a krále Františka Josefa I. (dnes Wilsonův most), Plzeň[4]
- Budova České státní průmyslové školy, Plzeň[4]
- Klášter redemptoristů, Plzeň[4]
- Čechův most, Praha[2]
- Hlávkův most, Praha[2]
- dělostřelecká tvrz Adam[2]
- dělostřelecká tvrz Dobrošov[2]
- Masarykův most v Týnci nad Sázavou[5]
- Hydroelektrárna na Štvanici a související vodní stavby, Praha[6][7]